# 108
108 (CVIII) var ett skottår som började en lördag i den julianska kalendern.

## Händelser

### Januari
- 1 januari − M. Atilius Metilius Bradua blir konsul i Rom.

### Okänt datum
- I Rom öppnar läkarkontor, vilket ersätter hembesök av läkare.
- Tacitus skriver sitt verk Historiae, som avhandlar perioden 69–96.